# Poéssé
Poéssé est une localité située dans le département de Soaw de la province du Boulkiemdé dans la région Centre-Ouest au Burkina Faso.

## Géographie
La localité est située sur la route départementale 28, à la limite du département de Pella.

## Santé et éducation
Poéssé accueille depuis 2018 un centre de santé et de promotion sociale (CSPS) et une maternité tandis que le centre médical avec antenne chirurgicale (CMA) se trouve à Nanoro.
Le village possède trois écoles primaires (dans le bourg, à Tila et à Poéssin), un centre permanent d'alphabétisation et de formation (CPAF) et un collège d'enseignement général (CEG) tandis que le lycée départemental se trouve à Soaw.